# Belgisch-haitianische Beziehungen
Die belgisch-haitianischen Beziehungen beschreiben das bilaterale Verhältnis zwischen dem Königreich Belgien einerseits und der Republik Haiti andererseits.
Belgien gehörte zu den ersten europäischen Ländern, die diplomatische Beziehungen mit Haiti aufnahmen.

## Geschichte und Stand
Die im Jahr 1804 von Frankreich unabhängig gewordene Republik Haiti und das 1830 vom Königreich der Niederlande losgelöste Belgien unterhalten mindestens seit 1902 diplomatische Beziehungen.
Haiti unterhält eine Botschaft in Brüssel.
Der Botschafter Belgiens in Kuba ist in Haiti nebenakkreditiert. In Haiti selbst ist ein belgischer Honorarkonsul bestellt, der in Pétionville ansässig ist.
Im Jahr 1997 schlossen beide Länder ein Abkommen über Entwicklungszusammenarbeit ab. Die vierte Sitzung der darin vorgesehenen gemischten Kommission fand im April 2015 in Port-au-Prince statt.
Bei der internationalen Geberkonferenz nach dem Erdbeben in Haiti 2010 kündigte die Regierung Belgiens an, einen privaten Spendenbetrag von 20 Mio. Euro um den gleichen Betrag aus staatlichen Mitteln zu verdoppeln.
Der haitianische Präsident Michel Martelly besuchte Belgien im Februar 2014. Er rief die dort lebenden Haitianern dazu auf, sich in ihrem Heimatland wirtschaftlich zu engagieren.
Im September 2013 besuchte der haitianische Premierminister Laurent Lamothe Belgien. Lamothe drückte Dankbarkeit für die belgische Unterstützung nach dem Erdbeben von 2010 aus und lud dazu ein, die belgische Präsenz in Haiti weiter auszubauen.
Während der COVID-19-Pandemie unterstützte Belgien im Jahr 2020 mit 476.000 Euro besonders bedürftige Familien in Haiti. Die Maßnahme wurde durch den Notfallfonds der Ernährungs- und Landwirtschaftsorganisation der Vereinten Nationen (FAO) durchgeführt.